# Нифталиев, Адахим
Адахим Нифталиев (азерб. Ədəhim Niftəliyev; род. 7 сентября 1976) — азербайджанский футболист, левый защитник. Выступал за сборную Азербайджана.

## Биография
Начал выступать на взрослом уровне в 16-летнем возрасте, в первом сезоне независимого чемпионата Азербайджана за клуб «Кюр» (позднее — «Кюр-Нур») из Мингечевира. В этом клубе провёл пять сезонов и дважды становился финалистом Кубка Азербайджана (1992, 1995).
В 1996 году перешёл в бакинский «Нефтчи», однако в ходе сезона перешёл в армейский клуб ОИК, где провёл два года. С 1999 года снова играл за «Нефтчи», в его составе становился чемпионом Азербайджана 1996/97, серебряным призёром 2000/01, бронзовым призёром 1998/99, 1999/00, 2001/02, обладателем Кубка страны 1998/99 и 2001/02, финалистом в сезоне 2000/01.
В начале 2000-х годов некоторое время играл в Иране. Затем выступал за агдамский «Карабах» (бронзовый призёр сезона 2003/04) и «Хазар-Ленкорань» (чемпион и обладатель Кубка 2006/07, серебряный призёр 2004/05). В последние годы карьеры играл за клубы «Гянджларбирлийи», «Масаллы», «Бакылы», занимавшие места в нижней части таблицы. После вылета «Бакылы» из высшего дивизиона продолжал играть за клуб в первой лиге, а завершил карьеру в другой команде первой лиги, «Гала».
Всего в высшем дивизионе Азербайджана сыграл 303 матча, забил один гол. По состоянию на 2019 год, входит в топ-20 игроков по числу сыгранных матчей в лиге за всю историю.
Свой дебютный матч за национальную сборную Азербайджана сыграл 18 августа 1999 года против Узбекистана. Всего в 1999—2003 годах сыграл 21 матч за сборную (по другим данным, 22 или 19 официальных матчей). В одной игре был капитаном команды.
После окончания игровой карьеры работал тренером детских команд «Нефтчи».